# Pseudaletia pallidicosta
Pseudaletia pallidicosta är en fjärilsart som beskrevs av George Francis Hampson 1894. Pseudaletia pallidicosta ingår i släktet Pseudaletia och familjen nattflyn. Inga underarter finns listade i Catalogue of Life.